# Wild Energy
 (mars 2017).
Si vous disposez d'ouvrages ou d'articles de référence ou si vous connaissez des sites web de qualité traitant du thème abordé ici, merci de compléter l'article en donnant les références utiles à sa vérifiabilité et en les liant à la section « Notes et références ».
Albums de Ruslana
Wild Dances
(2004)
Wild Energy (fr: Énergie sauvage) est le titre du deuxième album international de Ruslana, sorti en octobre 2008 en Europe. Il s'agit d'une version anglophone de son album Amazonka.
L'album se base sur le roman de genre fantastique Dikaja Energija. Lana. (Énergie sauvage. Lana) de Maria et Sergej Djachenko, écrivains ukrainiens.

## Liste des chansons

### Pistes
| N° | Titre                        | Durée | Producteur(s)                                                   | Collaboration(s) et note(s) |
| -- | ---------------------------- | ----- | --------------------------------------------------------------- | --------------------------- |
| 1  | "Wild Energy"                | 4:00  | Mikhail "Music Mike" Mshenskiy, Roman B, A.B & Ruslana          | -                           |
| 2  | "Moon of Dreams"             | 4:15  | Faheem Najm, Mikhail "Music Mike" Mshenskiy, Roman B            | T-Pain                      |
| 3  | "New Energy Generation"      | 3:24  | Mikhail "Music Mike" Mshenskiy, Roman B & Ruslana               | -                           |
| 4  | "The Girl That Rules"        | 3:15  | Mikhail "Music Mike" Mshenskiy, Missy Elliot, Roman B & Ruslana | Missy Elliott               |
| 5  | "I'll Follow The Night"      | 4:00  | Mikhail "Music Mike" Mshenskiy, Roman B & Ruslana               | -                           |
| 6  | "Silent Angel"               | 3:20  | Mikhail "Music Mike" Mshenskiy, Roman B                         | -                           |
| 7  | "Dancing In The Sky"         | 3:31  | Mikhail "Music Mike" Mshenskiy, Roman B                         | -                           |
| 8  | "Heaven Never Makes Us Fall" | 3:35  | Mikhail "Music Mike" Mshenskiy, Roman B & Ruslana               | -                           |
| 9  | "Cry It Out"                 | 3:19  | Mikhail "Music Mike" Mshenskiy, Roman B                         | -                           |
| 10 | "Overground"                 | 3:03  | Mikhail "Music Mike" Mshenskiy, Roman B                         | -                           |
| 11 | "Heart on Fire"              | 3:32  | Mikhail "Music Mike" Mshenskiy, Roman B, A.B. & Ruslana         | -                           |
| 12 | "Energy Of Love"             | 3:36  | Mikhail "Music Mike" Mshenskiy, Roman B & Ruslana               | -                           |

### Pistes Bonus
| N° | Titre                  | Durée | Producteur(s)                                        | Collaboration(s) et note(s) |
| -- | ---------------------- | ----- | ---------------------------------------------------- | --------------------------- |
| 13 | "Vidlunnja Mrij"       | 4:15  | Faheem Najm, Mikhail "Music Mike" Mshenskiy, Roman B | T-Pain                      |
| 14 | "Moon of Dreams"(clip) | 4:15  | Faheem Najm, Mikhail "Music Mike" Mshenskiy, Roman B | T-Pain                      |

### Singles
| N° | Titre               | Collaboration(s) |
| -- | ------------------- | ---------------- |
| 1  | Moon of Dreams      | T-Pain           |
| 2  | The Girl That Rules | Missy Elliott    |